# ایزابل بوئری-بگار
ایزابل بوئری-بگار (فرانسوی: Isabelle Boéri-Bégard‎؛ زادهٔ ۷ ژوئیهٔ ۱۹۶۰) شمشیرباز اهل فرانسه است.
وی در مسابقات کشوری و بین‌المللی در مجموع برنده‌ی ۱ مدال طلا شده‌است.